# Resolutie 69 Veiligheidsraad Verenigde Naties
Resolutie 69 van de Veiligheidsraad van de Verenigde Naties werd op 4 maart 1949 aangenomen. De resolutie werd met negen stemmen voor goedgekeurd. Enkel Egypte stemde tegen en het Verenigd Koninkrijk onthield zich.

## Inhoud
De Veiligheidsraad had Israëls aanvraag voor VN-lidmaatschap overwogen en oordeelde dat Israël een vredelievend land is dat de verplichtingen in het Handvest van de Verenigde Naties  kan en wil naleven. De Veiligheidsraad beval de Algemene Vergadering aan om Israël te laten toetreden tot de Verenigde Naties.

## Verwante resoluties
- Resolutie 29 Veiligheidsraad Verenigde Naties (Jemen en Pakistan, 1947)
- Resolutie 45 Veiligheidsraad Verenigde Naties (Birma, 1948)
- Resolutie 86 Veiligheidsraad Verenigde Naties (Indonesië, 1950)
- Resolutie 109 Veiligheidsraad Verenigde Naties (16 landen, 1955)

Lijst ·  67 ·  68 ·  69 ·  70 ·  71 ·  72 ·  73 ·  74 ·  75 ·  76 ·  77 ·  78